# Vin biologique
Ne doit pas être confondu avec vin biodynamique ou vin naturel.

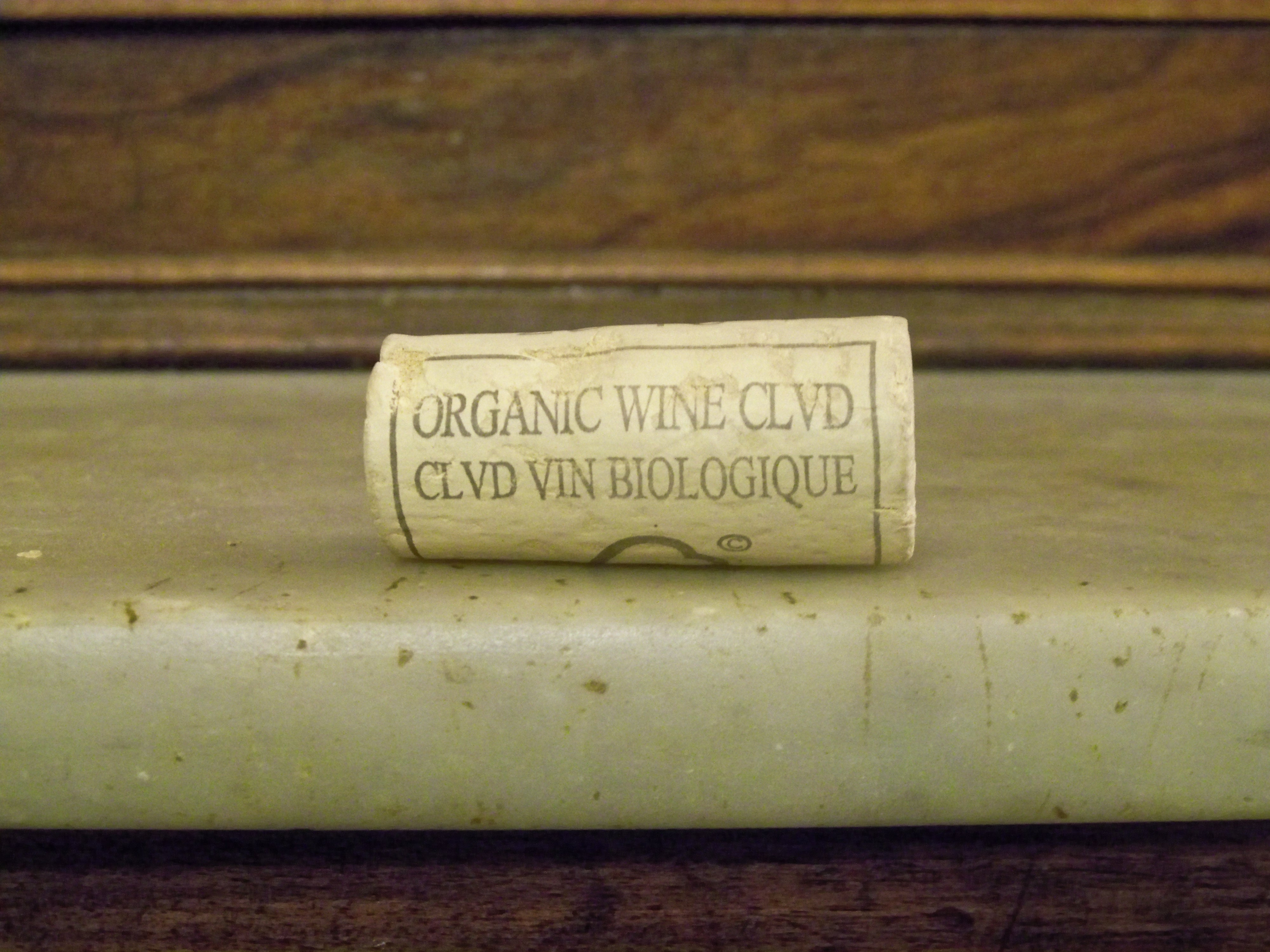
Bouchon mentionnant un vin biologique.

Un vin biologique, parfois appelé vin bio dans le langage populaire, est un vin produit suivant les principes de l'agriculture biologique, tant à la vigne (viticulture) qu'en cave (vinification). La dénomination de « vin biologique » est réglementée depuis 2012 par un cahier des charges européen. Celui-ci succède au cahier des charges européen de 1991 réglementant le « vin issu de la viticulture biologique », qui devait respecter les principes de l'agriculture biologique uniquement à la vigne et pas obligatoirement en cave.

## Historique
Bien que le vin biologique ait pu être produit depuis toujours suivant des règles officieuses, il est depuis réglementé[Depuis quand ?]. 

### Réglementation
Le vin biologique peut suivre différentes réglementations, selon le pays du monde viticole où il est produit. 

#### Union Européenne
Le terme « vin biologique » décrit un vin qui répond au cahier des charges européen de 2012, publié par le règlement CE 203/2012. Cette dénomination est réglementée. Le cahier des charges impose que le vin soit issu d'un processus de production qui réponde aux principes de l'agriculture biologique, à la fois dans les vignes (viticulture) et dans les chais (vinification).
Avec cette réglementation de février 2012, la vigne doit être conduite en viticulture biologique afin de produire des raisins certifiés biologiques, et la vinification doit elle aussi être conduite avec des produits issus de l'agriculture biologique certifiée uniquement.
Avant 2012, il existait la dénomination de vin issu de la viticulture biologique, instituée par le règlement européen CE 2092/911 de 1991, pour garantir l'origine des raisins, sans toutefois pouvoir certifier la vinification et le vin.

## Pratiques certifiées

### Viticulture biologique
Le produit agricole, le raisin, doit être certifié biologique. 

### Vinification biologique

#### Pratiques autorisées
Les intrants tels que le sucre et le moût concentré rectifié pour la chaptalisation, ainsi que l'alcool pour le mutage doivent être certifiés biologiques.

#### Pratiques non autorisées
Certaines pratiques de vinification font l'objet d'interdiction telles que: 
- la désalcoolisation,
- l’électrodialyse,
- les traitements des moûts à une température supérieure à 70 °C, ce qui exclut notamment la flash détente et la thermovinification.
- la filtration des vins inférieure à 0,2 µm.

#### Sulfitage
Dans l'Union Européenne, le taux de sulfites accepté dans les vins biologiques est plus faible que le taux dans les vins en conventionnel (réglementation générale issue du Règlement Européen 606/2009).
Cette teneur est inférieure de 50 mg/L pour les vins secs (moins de 2 g/L de sucres résiduels), soit un maximum de : 
- 100 mg/L pour les vins rouges secs,
- 150 mg/L pour les vins blancs et rosés secs.

Elle est inférieure de 30 mg/L pour tous les autres types vins.

## Certification

Logo en vigueur, obligatoire pour l'étiquetage des vins biologiques

En France, les activités de contrôle et de certification sont déléguées à des organismes certificateurs indépendants et agréés par l’INAO  : 
- Agrocert
- Bureau Veritas Certification France
- Certipaq bio
- Certis
- Certisud
- Ecocert
- Qualisud
- Bureau Alpes Contrôles

Le contrôle est annuel et obligatoire, il comprend une analyse de risques. 
Depuis le 1er novembre 2014, les organismes de contrôle ont un seul catalogue des mesures à appliquer en cas d’irrégularité, validé par l’INAO.
En 2018, un projet de label pour la période de conversion est envisagé, un logo CAB « Conversion en Agriculture Biologique » pourra être présent pour les vins d'Occitanie.

## Production
En France, les surfaces en bio et en conversion représentent 70 740 hectares en 2016, soit 9 % du vignoble français. D'après l'atlas des pesticides publié en 2023, si la France reste un des 3 pays européens qui autorisent le plus de pesticides, et peine à réduire son utilisation, elle est également première à l’échelle mondiale sur les surfaces de vignes cultivées en bio avec 20 % du vignoble total en 2021.
Au niveau mondial, la part du vin biologique dans la production totale est estimée par l'Organisation internationale de la vigne et du vin entre 8 % et 12 % en 2016.
En 2017, une exploitation viticole bio crée 50 % d’emplois en plus qu’une exploitation viticole non bio. Autre constat, les emplois dans cette filière sont plus stables : 34,6 % des exploitations bio emploient un ou plusieurs salariés permanents contre 21,6 % dans le cas des exploitations non certifiées. De même, 71,49 % des employés sont à temps plein, contre 66,83 % dans les exploitations non bio,.

## Commercialisation
En valeur, les ventes de vins bios pour les particuliers se font à 41 % via la vente directe (8,5 €/col), 23 % en magasins spécialisés bio (7,4 €/col), 19 %  en cavistes (9,9 €/col), et 17% en grande et moyennes surfaces (4,0 €/col).

## Consommation
En 2016, les ménages français ont acheté 792 millions d’euros de vins biologiques, soit une progression de 18,2 % par rapport à 2015.
En 2017 la croissance est de 15 % pour atteindre 3,85 % des parts de marché.